# Oenopota murdochiana
Oenopota murdochiana é uma espécie de gastrópode do gênero Oenopota, pertencente a família Mangeliidae.